# 萨马唐
萨马唐（法語：Samatan，法語發音：[samatɑ̃]）是法国热尔省的一个市镇，属于欧什区。

## 地理
萨马唐（43°29'34"N, 0°55'51"E）面积33.53 平方千米，位于法国奧克西塔尼大區热尔省，该省份为法国西南部内陆省份，北起顺时针与洛特-加龙省、塔恩-加龙省、上加龙省、上比利牛斯省、大西洋比利牛斯省和朗德省接壤。
与萨马唐接壤的市镇（或旧市镇、城区）包括：努瓦扬、隆贝兹、贝泽里勒、萨韦斯堡、蒙布朗、蒙塔马、尼扎、蓬皮亚克、皮洛西克、圣苏朗、索维蒙。

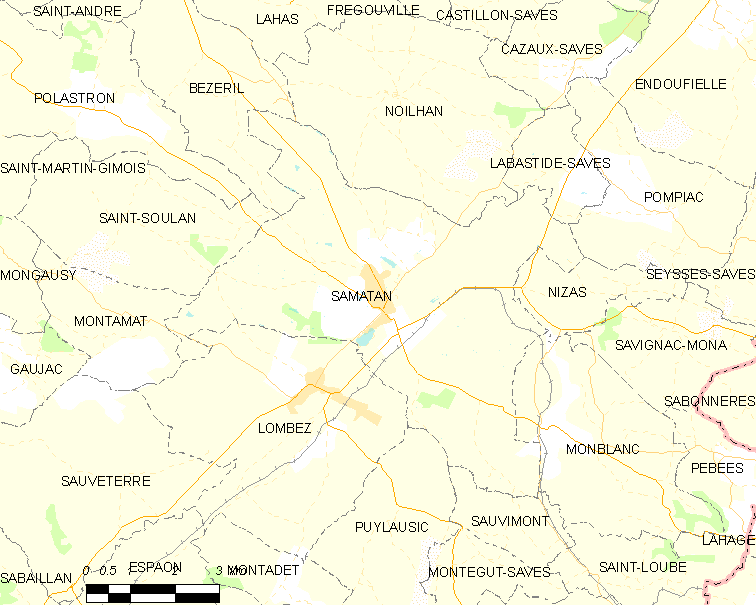
萨马唐的OSM定位图

萨马唐的时区为UTC+01:00、UTC+02:00（夏令时）。

## 行政
萨马唐的邮政编码为32130，INSEE市镇编码为32410。

## 政治
萨马唐所属的省级选区为萨沃河谷县。

## 人口

1962-2008年间萨马唐人口变化图示

萨马唐于2022年1月1日时的人口数量为2478人。